# K’ahk’ Yipyaj Chan K’awiil
K’ahk’ Yipyaj Chan K’awiil – władca Copán. Wstąpił na tron w 749 roku.